# Lucrécia

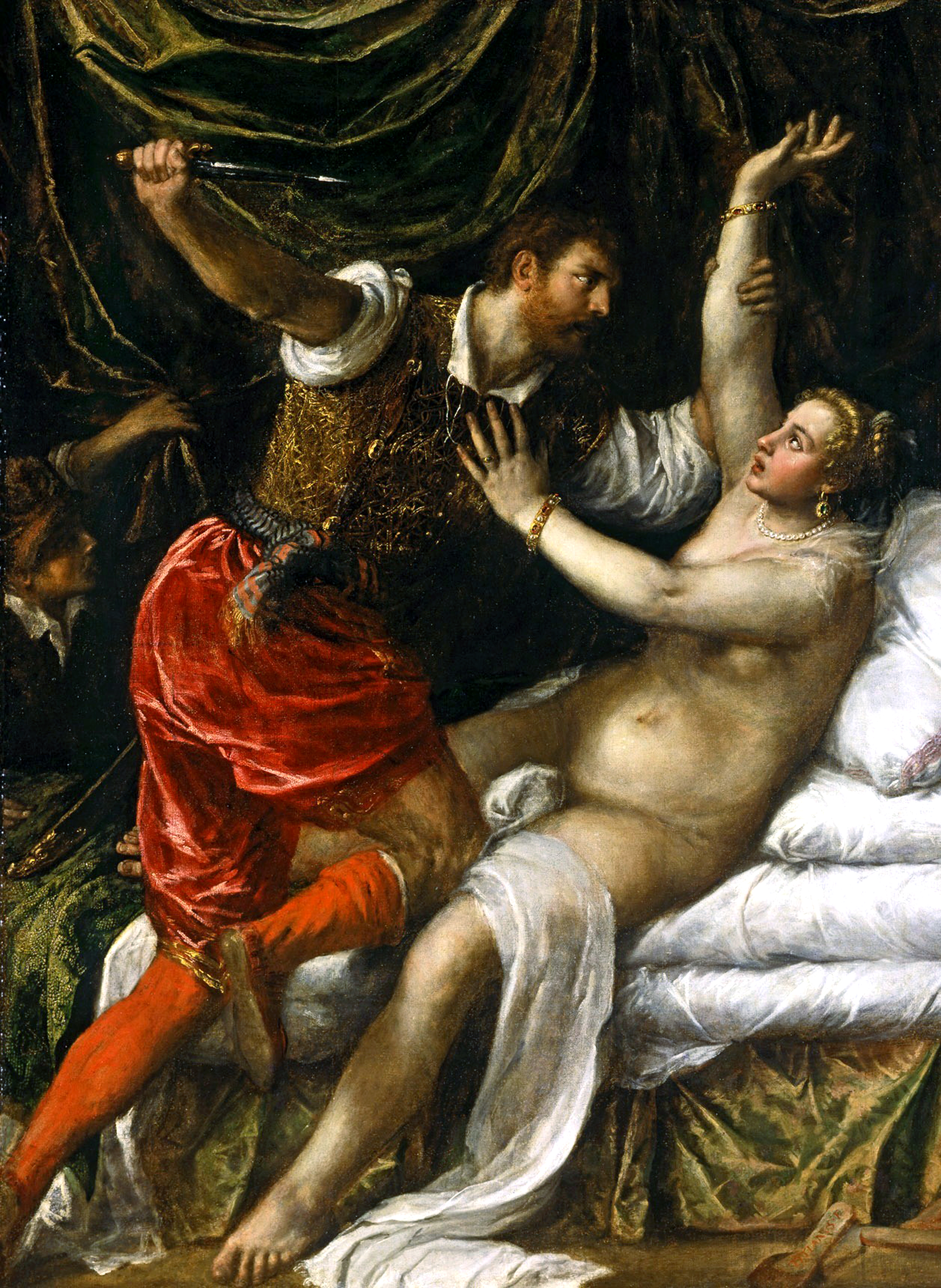
Tarquínio e Lucretia de Ticiano (1571). Uma representação do estupro de Lucrécia por Sextus Tarquinius.

Lucrécia (? – 509 a.C.) foi uma nobre da Roma antiga, cujo estupro por Sexto Tarquínio e subsequente suicídio precipitou uma rebelião que derrubou a monarquia romana e levou à transição do governo romano de um reino para uma república. O incidente acendeu as chamas da insatisfação sobre os métodos tirânicos do pai de Tarquínio, Lucius Tarquinius Superbus, o último rei de Roma. Como resultado, as famílias proeminentes instituíram uma república, expulsaram a extensa família real de Tarquínio de Roma e defenderam com sucesso a república contra tentativas de intervenção etrusca e latina.
Não há fontes contemporâneas sobre Lucrécia e o evento. Informações sobre Lucrécia, seu estupro e suicídio, e a consequência de ser o início da República Romana, vêm dos relatos do historiador romano Lívio e do historiador greco-romano Dionísio de Halicarnasso, aproximadamente 500 anos depois. Fontes secundárias sobre o estabelecimento da república reiteram os eventos básicos da história de Lucrécia, embora os relatos variem ligeiramente entre os historiadores. As evidências apontam para a existência histórica de uma mulher chamada Lucrécia e um evento que desempenhou um papel crítico na queda da monarquia. No entanto, detalhes específicos são discutíveis e variam dependendo do escritor. De acordo com fontes modernas, a narrativa de Lucrécia é considerada parte da mito-história romana. Muito parecido com o estupro das mulheres sabinas, a história de Lucrécia fornece uma explicação para a mudança histórica em Roma através de um relato de agressão sexual contra mulheres.

## História

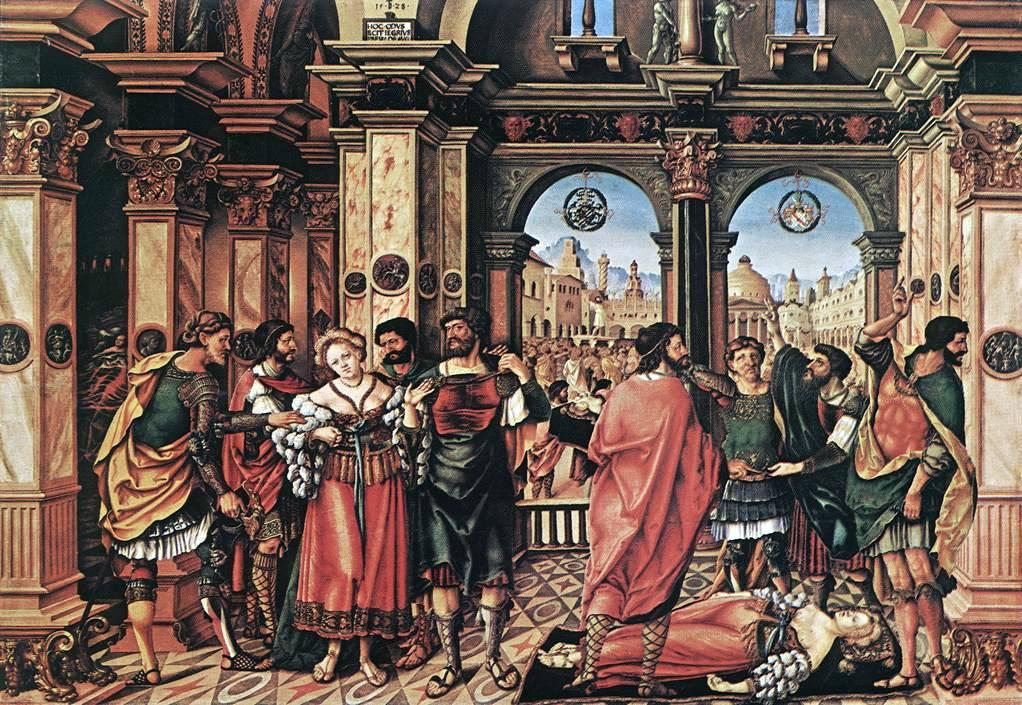
O Suicídio de Lucrécia, por Jörg Breu, o Velho

De acordo com Tito Lívio, um grupo de jovens romanos buscava formas de matar o tempo enquanto sitiavam a cidade vizinha de Ardea. Uma noite, bêbados, estavam competindo para ver quem tinha a melhor mulher, quando um deles, Lúcio Tarquínio Colatino, sugeriu que deveriam simplesmente voltar para casa (ficava a poucos quilômetros) e inspecionar as mulheres; isso iria demonstrar, afirmou ele, a superioridade de sua Lucrécia. O que de fato ficou provado: enquanto todas as demais esposas foram descobertas divertindo-se em festas na ausência de seus maridos, Lucrécia fazia exatamente o que se esperava de uma mulher romana virtuosa — trabalhava em seu tear, na companhia de suas criadas. Ela então, de modo submisso, ofereceu um jantar ao marido e a seus convidados.
Mas a consequência foi terrível, pois, durante essa visita, diz a história, Sexto Tarquínio, filho do rei Tarquínio, o Soberbo, despertou interesse por Lucrécia e poucas noites depois voltou à casa dela. Após ter sido gentilmente recebido, foi até o quarto de Lucrécia e exigiu-lhe que fizesse sexo com ele, ameaçando-a com uma faca. Quando viu que a simples ameaça de morte não a convencia a ceder, Tarquínio passou a explorar o medo dela de uma desonra: ameaçou matá-la e assassinar também um escravo para que ficasse a impressão de que havia sido flagrada na mais infame forma de adultério. Diante disso, Lucrécia cedeu, mas, depois que Tarquínio voltou para Ardea, mandou chamar o marido e o pai e contou-lhes o sucedido. Em seguida se matou.
O estupro de Lucrécia chocou o povo e o exército romanos, que liderados por Lúcio Júnio Bruto exilaram Tarquínio, o Soberbo e seus filhos e deram início à República Romana.

## Leituras adicionais
- Bloch, Raymond. Origens de Roma. Lisboa, Verbo, 1966.
- Montanelli, Indro. Histoire de Rome. Paris, Éditions Mondiales, 1959.